# Reiner Haseloff

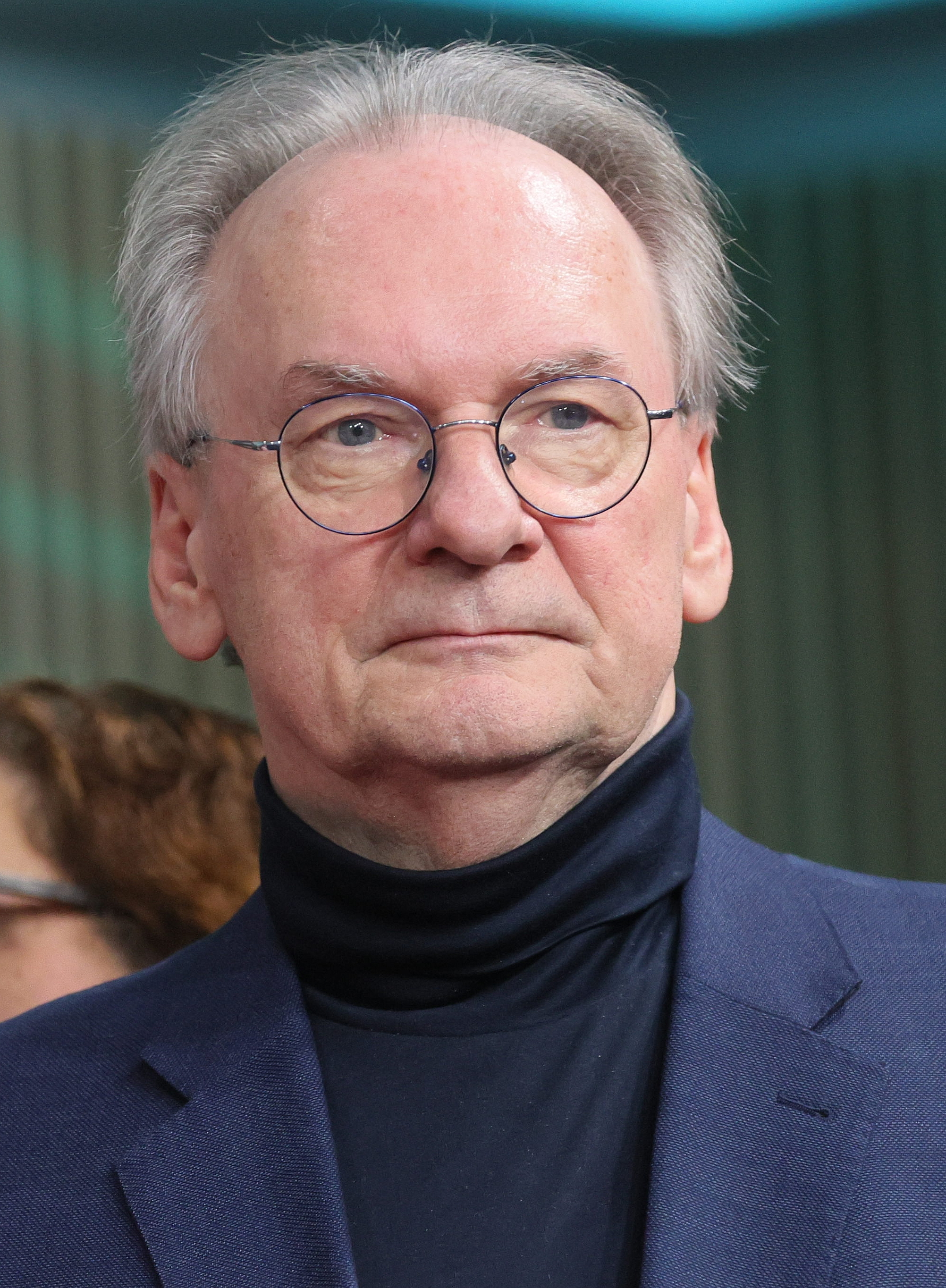
Reiner Haseloff (2025)

Reiner Erich Haseloff (* 19. Februar 1954 in Bülzig, Kreis Wittenberg) ist ein deutscher Politiker (CDU) und seit dem 19. April 2011 Ministerpräsident des Landes Sachsen-Anhalt. Zuvor war er seit 2006 Minister für Wirtschaft und Arbeit des Landes Sachsen-Anhalt. Vom 1. November 2020 bis zum 31. Oktober 2021 war er turnusmäßig der Präsident des Bundesrates. Er ist der dienstälteste amtierende Ministerpräsident Deutschlands.

## Leben

### Herkunft, Beruf und Privates
Die Familie des Vaters Haseloffs ist seit dem 15. Jahrhundert (1423) in Wittenberg nachgewiesen, seine Mutter ist Heimatvertriebene aus Oberschlesien.
Reiner Haseloff hat einen Bruder und eine Schwester. Nach dem Abitur 1972 an der Erweiterten Oberschule „Philipp Melanchthon“ in Lutherstadt Wittenberg leistete Haseloff von 1972 bis 1973 in Halle (Saale) (vorzeitige Entlassung) und von 1979 bis 1980 in Prora den Grundwehrdienst bei der NVA ab. Von 1973 bis 1978 studierte er Physik an der Technischen Universität Dresden und der Humboldt-Universität zu Berlin und machte seinen Abschluss als Diplom-Physiker. Anschließend war er als wissenschaftlicher Mitarbeiter in der 1975 gegründeten Außenstelle Wittenberg des Bereiches Umweltschutz im Institut für Wasserwirtschaft (IfW) Berlin tätig. Wittenberg wurde wissenschaftliches Zentrum für die Gebiete Umweltüberwachung, Abfallbeseitigung, abproduktarme Technologie, Territorialentwicklung und Umweltuntersuchungen. Das Wittenberger Institut stellte in der DDR die Fachbehörde für das Ministerium für Umweltschutz und Wasserwirtschaft dar und war in seiner Aufgabenstellung mit dem Umweltbundesamt vergleichbar. Zum 1. März 1982 wurde aus dem Bereich Umweltschutz des IfW eine selbständige Einrichtung mit der Bezeichnung Zentrum für Umweltgestaltung (ZUG) gebildet. Diese Institution wurde zum 1. April 1990 nochmals umbenannt in Institut für Umweltschutz (IfU). Reiner Haseloff arbeitete dort bis 1990. Im Jahr 1991 erfolgte seine Promotion zum Dr. rer. nat. an der Humboldt-Universität mit der Arbeit Entwicklung von Messgeräten auf der Basis der linearen Laser-Absorptionsspektrometrie zur empfindlichen Molekülgas-Konzentrationsmessung unter dem Aspekt des Einsatzes in der Umweltkontrolle. Von 1992 bis 2002 war Haseloff Direktor des Arbeitsamtes Wittenberg.
Reiner Haseloff ist seit 1976 mit der Zahnärztin Gabriele Haseloff, geb. Eckelt, verheiratet und hat zwei Söhne und fünf Enkelkinder. Seine Frau Gabriele engagierte sich von 1990 bis 1994 und erneut ab 2009 als Stadträtin in Lutherstadt Wittenberg. Von 2011 bis 2021 übernahm sie die Schirmherrschaft des Landesverbandes Sachsen-Anhalt der Deutschen Multiple Sklerose Gesellschaft (DMSG).
Er ist der erste römisch-katholische Ministerpräsident Sachsen-Anhalts, der auf dem Gebiet des heutigen Sachsen-Anhalt geboren ist. Von November 2016 bis 2021 war er Mitglied des Zentralkomitees der deutschen Katholiken.

### Partei

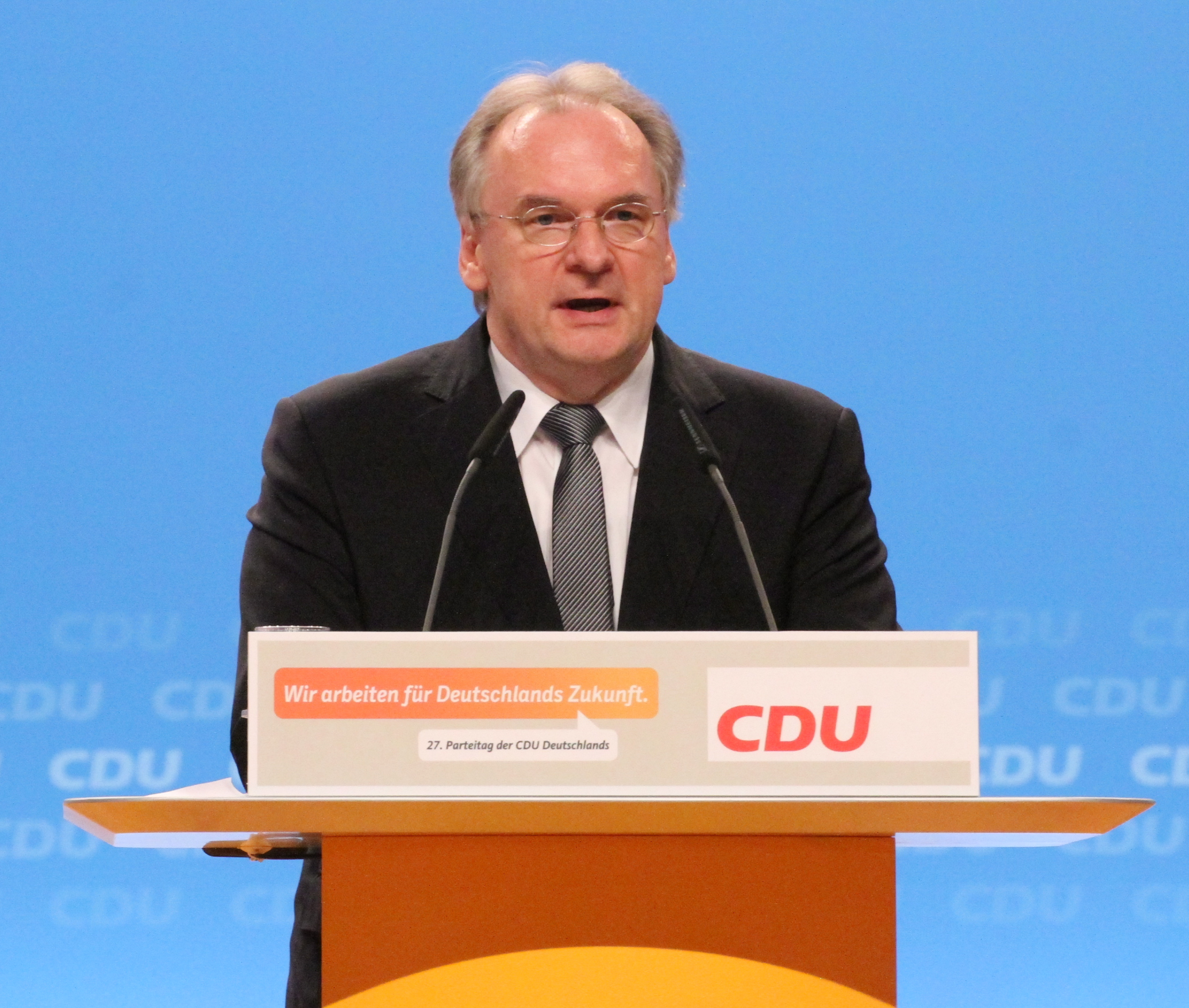
Reiner Haseloff auf dem CDU-Bundesparteitag im Dezember 2014 in Köln

Reiner Haseloff trat 1976 in die damalige Blockpartei CDU der DDR ein. Er gehört seit 1990 dem Landesvorstand der CDU Sachsen-Anhalt an und war von 1990 bis 1992 stellvertretender Landrat des Landkreises Wittenberg.
Von 2004 bis 2012 war Haseloff stellvertretender Landesvorsitzender der CDU. Seit Dezember 2008 ist er Mitglied im CDU-Bundesvorstand.

### Mitglied der Landesregierung
Am 23. Mai 2002 wurde Haseloff zum Staatssekretär im Ministerium für Wirtschaft und Arbeit des Landes Sachsen-Anhalt ernannt und nach der Landtagswahl 2006 am 24. April 2006 als Minister für Wirtschaft und Arbeit in die von Wolfgang Böhmer geführte Landesregierung von Sachsen-Anhalt (Kabinett Böhmer II) berufen.
Haseloff unterstand als Wirtschaftsminister auch das Landesamt für Geologie und Bergwesen (LAGB), das seit 2008 im Mittelpunkt einer Affäre um illegale Mülldeponien stand.
Von 2006 bis 2011 war Haseloff Präsident des Netzwerkes der Europäischen Chemie-Regionen (ECRN).

### Ministerpräsident des Landes Sachsen-Anhalt
Vor der Landtagswahl 2011 entschied sich der seit 2002 amtierende Ministerpräsident Wolfgang Böhmer dazu, aus Altersgründen nicht mehr zu kandidieren. Am 3. April 2010 wurde Haseloff auf einem Landesparteitag in Peißen einstimmig zum Spitzenkandidaten für die Wahl am 20. März 2011 und damit zum möglichen Nachfolger Böhmers im Amt des Ministerpräsidenten gewählt.
Am Wahlabend fielen die Verluste für die CDU trotz eines negativen Bundestrends überraschend moderat aus. Die Partei blieb mit 32,5 Prozent deutlich stärkste politische Kraft und stellte 41 der damals 105 Abgeordneten im Landtag von Sachsen-Anhalt. Haseloff selbst erreichte in seinem Wahlkreis Dessau-Roßlau-Wittenberg 39,9 Prozent der Erststimmen und zog damit als direkt gewählter Abgeordneter erstmals in das Landesparlament ein. Da die SPD (21,5 Prozent) erneut schlechter abschnitt als Die Linke (23,7 Prozent) und eine rot-rote Koalition unter der Führung des linken Spitzenkandidaten Wulf Gallert ablehnte, einigten sich CDU und SPD auf die Fortsetzung der seit 2006 amtierenden schwarz-roten Koalition.
Am 23. März 2011 übernahm Haseloff den Vorsitz der neuen CDU-Landtagsfraktion und am 19. April 2011 wurde er zum neuen Ministerpräsidenten von Sachsen-Anhalt gewählt. Von 67 Abgeordneten der CDU/SPD-Koalition stimmten 57 für Haseloff. Anschließend wurde das Kabinett Haseloff I im Landtag vereidigt. Am 20. April 2011 wurde André Schröder zum Nachfolger Haseloffs im Amt des CDU-Fraktionsvorsitzenden gewählt.
Bei der Landtagswahl 2016 wurde Haseloff mit 32,9 % der Erststimmen im Wahlkreis Dessau-Roßlau-Wittenberg als Landtagsabgeordneter erneut direkt gewählt. Aus der Landtagswahl ging die CDU zwar erneut als stärkste Kraft hervor, erreichte jedoch mit 29,8 Prozent und 30 von 87 Sitzen einen leicht geringeren Anteil als zuvor. Da die mitregierende SPD ihrerseits stark an Stimmen verlor, verfehlte die bisherige CDU/SPD-Koalition die erforderliche Mehrheit. Deshalb wurde ein Koalitionsvertrag der CDU mit der SPD und Bündnis 90/Die Grünen ausgehandelt, der am 23. April 2016 von allen drei beteiligten Parteien bestätigt wurde. Haseloff wurde als Ministerpräsident am 25. April 2016 wiedergewählt und ist damit der Regierungschef der bundesweit ersten „Kenia-Koalition“. Er wurde im zweiten Wahlgang mit 47 Stimmen gewählt, nachdem er im ersten Wahlgang nur 41 von 44 notwendigen Stimmen erhalten hatte.
Ab dem 1. November 2019 amtierte er turnusgemäß zudem als zweiter Vizepräsident des Bundesrates, bevor er am 1. November 2020 Präsident des Bundesrates wurde. Ab dem 1. November 2021 war er für ein Jahr erster Vizepräsident des Bundesrates.
Haseloff war von 2019 bis 2020 Mitglied der Kommission der Bundesregierung „30 Jahre Friedliche Revolution und Deutsche Einheit“.
Bei der Landtagswahl 2021 trat Haseloff erneut als Spitzenkandidat seiner Partei an.
Am 4. Dezember 2020 entließ Haseloff im Zusammenhang mit dem Streit um den Rundfunkbeitrag seinen Innenminister Holger Stahlknecht, der zugleich als Landesvorsitzender der CDU Sachsen-Anhalt amtierte. Stahlknecht hatte am selben Tag einen möglichen Bruch der Kenia-Koalition und eine CDU-Minderheitsregierung unter Duldung der AfD zur Sprache gebracht, da innerhalb der Koalitionsparteien unterschiedliche Ansichten zur Erhöhung des Rundfunkbeitrages vorherrschten.
Bei der Landtagswahl am 6. Juni 2021 erhielt die CDU 37,1 % der Stimmen, 7,3 Prozentpunkte mehr als bei der Wahl zuvor. Haseloff selbst konnte in seinem Wahlkreis Wittenberg 53,9 % der Erststimmen auf sich vereinen. Anschließend wurde ein Koalitionsvertrag der CDU mit der SPD und der FDP ausgehandelt. Im Landtag verfügen die drei Koalitionsparteien über 56 Mandate. Haseloff wurde am 16. September 2021 zum Ministerpräsidenten dieser Deutschland-Koalition gewählt. Er wurde im zweiten Wahlgang mit 53 Stimmen gewählt, nachdem er im ersten Wahlgang nur 48 von 49 notwendigen Stimmen erhalten hatte. Mit dem Rücktritt von Volker Bouffier als hessischem Ministerpräsidenten am 31. Mai 2022 ist er der dienstälteste amtierende Landesregierungschef Deutschlands. Zudem ist er der am längsten amtierende Ministerpräsident in der Geschichte Sachsen-Anhalts.
Am 7. August 2025 kündigte Haseloff an, zur Landtagswahl 2026 nicht mehr anzutreten.

## Ehrungen und Auszeichnungen
- 2003: Ritterorden vom Heiligen Grab zu Jerusalem (Ritter)
- 2016: Ritterorden vom Heiligen Grab zu Jerusalem (Komtur)
- 2017: Aufnahme in die Bruderschaft von Santa Maria dell’Anima („Animabruderschaft“)
- 2023: Großes Bundesverdienstkreuz mit Stern und Schulterband[28]
- 2024: Verdienstorden des Landes Sachsen-Anhalt[29]